# 右議政
右議政（うぎせい、ウイジョン）または議政府右議政（ぎせいふうぎせい、朝鮮語:우의정、의정부우의정）は、韓国李氏朝鮮の官職名称であり、朝鮮政府序列四位一体の公職である。李氏朝鮮議政府の序列三位の位置であり、首相と同級じ職級の第二副首相格である。本来は李氏朝鮮の建国後ので門下省右侍中と門下右侍中（문하성우시중と문하우시중）で起動すると、1400年議政府判事で修正しまし、再び1418年太宗時右議政府事（우의정부사）に改名された。1455年世祖が、議政府右議政に名称を改定した。
左議政と同等だが、左議政より仕事階級下に認められた。左議政のすぐ下にあり、賛成のすぐ上の職級である。1396年までは領議政は名誉職なので左議政と右議政が政務を主管したが1396年から領議政が内閣首位職を務めることになった。
左議政と領議政の直下職級、同じ正一品上級大匡輔国崇禄大夫の職級である。1894年左議政と領議政と統合されて、内閣総理大臣に変更され職は廃止された。
李氏朝鮮は、王子大君の妻の父親、庶出王子君の妻の父親は生前官職階級が正一品に未到着する場合は、彼の死亡後の儀礼的に右議政に贈職された。王妃の父親は王妃の任命直後は、当然正一品下級の輔国崇禄大夫に任命した彼が死亡した後、正一品上級大勅輔崇禄大夫領議政に贈職された。